# سرزة (لالة زار)
سرزة (بالفارسية: سرزه) هي قرية تقع في إيران في ناحية لاله زار. يقدر عدد سكانها بـ 139 نسمة .